# Карьера Артуро Уи. Новая версия
«Карьера Артуро Уи. Новая версия» — российский художественный фильм Бориса Бланка по мотивам пьесы Бертольта Брехта «Карьера Артуро Уи, которой могло и не быть».

## Сюжет
Артуро Уи — профессиональный гангстер. В силу определённых обстоятельств он смог добраться до власти. Теперь, заполучив её, он начинает расправляться с теми, кто раньше были его соратниками.

## В ролях
- Александр Филиппенко — Артуро Уи, главарь гангстеров
- Вячеслав Невинный — Рома, помощник Артура Уи
- Алексей Жарков — Дживола, гангстер
- Виктор Проскурин — Гири, гангстер
- Валентин Гафт — актёр
- Николай Парфенюк — Зазывала, исполнитель зонгов
- Инна Пиварс — Докдейзи
- Елена Майорова — Бетти, жена Игнатия
- Александр Пашутин — Дольфит
- Альберт Филозов — Догсборо
- Вячеслав Невинный — сын Догсборо
- Александр Чутко — Боул
- Александр Яцко — комментатор
- Даниил Страхов — Инна
- Борис Хмельницкий — Xук
- Евгений Серов — зеленщик
- Леонид Тимцуник — судья
- «Трест»:
  - Владимир Долинский
  - Вячеслав Гришечкин
  - Николай Исенко
  - Виктор Цыпляев
- Армандс Нейландс-Яунземс
- Марина Хлебникова — исполнительница зонгов

## Съёмочная группа
- Автор сценария: Павел Финн
- Режиссёр-постановщик: Борис Бланк
- Оператор-постановщик: Михаил Агранович
- Художники-постановщики:
  - Владимир Гудилин
  - Борис Бланк
- Оригинальная музыка и аранжировка зонгов: Дмитрий Атовмян
- Песни на стихи Евгения Рейна

## Производство
Съемки фильма проходили в течение двух месяцев в интерьерах Театра Советской Армии.
В фильме использованы музыкальные темы Бетховена, Моцарта, Янга, Брукса, Козина.

## Признание и награды
| Премия                                       | Категория                                     | Лауреаты и номинанты         | Результаты |
| -------------------------------------------- | --------------------------------------------- | ---------------------------- | ---------- |
| Кинофестиваль «Окно в Европу» (Выборг, 1996) | Приз «Река»                                   | Борис Бланк                  | Победа     |
| Кинопремия «Ника» (1997)                     | Премия «Ника» за лучшую мужскую роль          | Александр Филиппенко         | Номинация  |
| Кинопремия «Ника» (1997)                     | Премия «Ника» за лучшую работу звукорежиссёра | Владимир Мазуров             | Номинация  |
| Кинопремия «Ника» (1997)                     | Премия «Ника» за лучшую работу художника      | Борис Бланк Владимир Гудилин | Победа     |